# Lední hokej na Týdnu zimních sportů 1941
Hokejový turnaj v rámci Týdne zimních sportů se konal od 19. – 23. 2. v Garmisch-Partenkirchenu. Turnaje se zúčastnilo devět mužstev, rozdělených do tří tříčlenných skupin. Vítězové skupina a nejlepší mužstvo na druhém místě postoupili do semifinále. Turnaj vyhráli hokejisté Německa.

## Výsledky a tabulky

### Skupina A
|    |           | HUN | GER | SVK  | V | R | P | Skóre | B |
| 1. | Maďarsko  | *** | 0:0 | 12:0 | 1 | 1 | 0 | 6:0   | 3 |
| 2. | Německo   | 0:0 | *** | 3:2  | 1 | 1 | 0 | 3:2   | 3 |
| 3. | Slovensko | 0:6 | 2:3 | ***  | 0 | 0 | 2 | 2:9   | 0 |

 Německo -  Slovensko 3:2 (1:0, 0:0, 2:2)
19. února 1941 – Ga-Pa

Branky a nahrávky Německa: 9. Oskar Nowak, 40. vlastní František Javůrek, 43. Karl Wild (Friedrich Demmer).

Branky Slovenska: 37. Jan Olejník, 39. Martin Štolc.
Německo: Alfred Hoffmann - Karl Wild, Alois Kuhn - Walter Feistritzer, Oskar Nowak, Friedrich Demmer - Walter Schmiedinger, Rudolf Ball, Paul Trautmann.
Slovensko: Ján Petrovič - Rudolf Tomášek, Karel Šmída, Štefan Demko – Jan Olejník, František Javůrek, Teodor Reimann - Svätozár Trnovský, Martin Štolc, Anton Luther.
 Maďarsko –  Slovensko 6:0 (4:0, 1:0, 1:0)
20. února 1941 – Ga-Pa

Branky Maďarska: Bobby Telea3, Ferenc Szamosi, Sándor Ott, Béla Háray

Rozhodčí: Stemberg (SWE), Franz Kreisel (GER)
Maďarsko: István Hircsák - Jenö Pálfalvy, Béla Gosztonyi - Frigyes Helmeczy, Béla Háray, Ferenc Szamosi - Bobby Telea, László Biró, Sándor Ott - József Bán.
Slovensko: Ján Petrovič - Rudolf Tomášek, Karel Šmída, Štefan Demko - Jan Olejník, František Javůrek, Teodor Reimann - Martin Štolc, Anton Luther, Viliam Chmel.
 Německo -  Maďarsko 0:0
21. února 1941 – Ga-Pa
Maďarsko: István Hircsák - Jenö Pálfalvy, Béla Gosztonyi - Frigyes Helmeczy, Béla Háray, Ferenc Szamosi - Bobby Telea, László Biró, Sándor Ott - József Bán.

### Skupina B
|    |            | SUI  | YUG  | NED  | V | R | P | Skóre | B |
| 1. | Švýcarsko  | ***  | 13:0 | 19:0 | 2 | 0 | 0 | 32:0  | 4 |
| 2. | Jugoslávie | 0:13 | ***  | 4:2  | 1 | 0 | 1 | 4:15  | 2 |
| 3. | Nizozemsko | 0:19 | 2:4  | ***  | 0 | 0 | 2 | 2:23  | 0 |

 Švýcarsko –  Jugoslávie 	13:0 (3:0, 6:0, 4:0)
19. února 1941 – Ga-Pa

Branky a nahrávky Švýcarska: 1:0 6. Charles Kessler (Heini Lohrer), 2:0 Heini Lohrer, 3:0 9. Hans Cattini (Richard Torriani), 4:0 Hans Cattini, 5:0 22. Beat Rüedi, 6:0 Hans Cattini, 7:0 Christian Badrutt, 8:0 Hans Cattini, 9:0 Heini Lohrer, 10:0 Christian Badrutt, 11:0 Franz Geromini, 12:0 Heini Lohrer, 13:0 Richard Torriani.

Rozhodčí: Franz Kreisel, Erich Römer (GER)
Švýcarsko: Hugo Müller - Hans Trauffer, Christian Badrutt - Richard Torriani, Hans Cattini, Franz Geromini - Charles Kessler, Heini Lohrer, Beat Rüedi.
Jugoslávie: Ivan Rihar - Ludovik Žitnik, Tone Pogačnik, Zvonko Stipečič - Karol Pavletič, Otokar Gregorič, Mirko Eržen - Ernest Aljančič, Viljem Morbacher, Jože Gogala.
 Jugoslávie -  Nizozemsko 4:2 (2:0, 2:0, 0:2)
20. února 1941 – Ga-Pa

Branky Jugoslávie: 1:0 Viljem Morbacher, 2:0 Ludovik Žitnik, 3:0 Ludovik Žitnik, 4:0 Mirko Eržen.

Branky Nizozemska: Martin Lammerts, Frans Vaal.
 Švýcarsko –  Nizozemsko 	19:0 (2:0, 9:0, 8:0)
21. února 1941 – Ga-Pa

Branky Švýcarska: Heini Lohrer 6, Beat Rüedi 3, Richard Torriani 3, Charles Kessler 2, Ferdinand Cattini 2, Hans Trauffer 2, Franz Geromini. 

### Skupina C
|    |          | SWE  | ROM | ITA  | V | R | P | Skóre | B |
| 1. | Švédsko  | ***  | 6:0 | 10:3 | 2 | 0 | 0 | 16:3  | 4 |
| 2. | Rumunsko | 0:6  | *** | 5:2  | 1 | 0 | 1 | 5:8   | 2 |
| 3. | Itálie   | 3:10 | 2:5 | ***  | 0 | 0 | 2 | 5:15  | 0 |

 Švédsko –  Rumunsko 6:0 (2:0, 1:0, 3:0)
19. února 1941 – Ga-Pa

Branky Švédska: 1:0 Åke Andersson, 2:0 Bertil Lundell, 3:0 Holger Nurmela, 4:0 Carl-Anders Lindqvist, 5:0 Folke Jansson, 6:0 Kjellström.

Rozhodčí: Charles Kessler (SUI), Walter Leinweber (Germany)
Švédsko: Kurt Svanberg - Sven Bergqvist, Bertil Lundell - Stig Andersson, Kurt Kjellström, Ragnar Johansson - Folke Jansson, Åke Andersson, Holger Nurmela - Carl-Anders Lindqvist.
 Švédsko -  Itálie 10:3 (1:1, 4:1, 5:1)
20. února 1941 – Ga-Pa

Branky Švédska: Kurt Kjellström 3, Stig Andersson 3, Holger Nurmela 2, Sven Bergqvist, Ragnar Johansson.

Branky Itálie: Dino Innocenti, Aldo Federici, Egidio Bruciamonti.
Švédsko: Kurt Svanberg - Sven Bergqvist, Åke Andersson - Stig Andersson, Kurt Kjellström, Ragnar Johansson - Folke Jansson, Carl-Anders Lindqvist, Holger Nurmela - Bertil Lundell.
Itálie: Augusto Gerosa - Tino de Mazzeri, Franco Rossi - Aldo Federici, Dino Innocenti, Egidio Bruciamonti - Ignazio Dionisi, Ferdinando Giordani, Decio Trovati.
 Rumunsko -  Itálie 5-2 (1-0,3-0,1-2)
21. února 1941 – Ga-Pa

Branky Rumunska: 1:0 Alexandru Teodorescu, 2:0 Robert Sadowski, 3:0 Dede Cosman, 4:0 Mihai Flamoropol, 5:0 Dede Cosman.

Branky Itálie: 5:1 Egidio Bruciamonti, 5:2 Decio Trovati. 
Itálie: Augusto Gerosa - Tino de Mazzeri, Franco Rossi - Aldo Federici, Dino Innocenti, Egidio Bruciamonti - Ignazio Dionisi, Ferdinando Giordani, Decio Trovati.
Rumunsko: Dorion Dron - Paul Anastasiu, Robert Sadowski - Egon Munteanu, Radu Tanase, Alexandru Botez - Mihai Flamoropol, Alexandru Teodorescu, Dede Cosman.

### Semifinále
Švédsko -  Švýcarsko 2:0 (1:0,1:0,0:0)
22. února 1941 – Ga-Pa

Branky a nahrávky Švédska: 10. Ragnar Johansson (Kjellström), 22. Kjellström.

Rozhodčí: Augusto Gerosa (ITA), Franz Kreisel (GER))
Švédsko: Kurt Svanberg - Sven Bergqvist, Åke Andersson - Stig Andersson, Kurt Kjellström, Ragnar Johansson - Folke Jansson, Carl-Anders Lindqvist, Holger Nurmela - Bertil Lundell.
Švýcarsko: Hugo Müller - Franz Geromini, Hans Trauffer, Christian Badrutt - Richard Torriani, Hans Cattini, Ferdinand Cattini - Beat Rüedi, Heini Lohrer, Charles Kessler.
 Německo -  Maďarsko 3:1 (1:0, 2:1, 0:0)
22. února 1941 – Ga-Pa

Branky Německa: 11. Friedrich Demmer, 18. Karl Wild, 28. Friedrich Demmer. 

Branky Maďarska: 17. Tele,

Rozhodčí: Augusto Gerosa (ITA), Charles Kessler (SUI).
Německo: Wurm - Karl Wild, Gustav Jaenecke - Walter Feistritzer, Oskar Nowak, Friedrich Demmer - Walter Schmiedinger, Rudolf Ball, Herbert Schibukat - Paul Trautmann.
Maďarsko: István Hircsák - Béla Gosztónyi, Frigyes Hélmeczy - Béla Háray, Bobby Telea, Ferenc Szamosi - József Bán, László Biró, Sándor Ott.

### Finále
Německo -  Švédsko 2:1 (1:0, 1:1, 0:0)
23. února 1941 – Ga-Pa

Branky a nahrávky Německa: 3. Gustav Jaenecke (Oskar Nowak), 26. Friedrich Demmer.

Branky Švédska: 27. Stig Andersson.

Rozhodčí: Stemberg (SWE), Franz Kreisel (GER). 
Německo: Alfred Hoffmann - Karl Wild, Gustav Jaenecke - Walter Feistritzer, Oskar Nowak, Friedrich Demmer - Paul Trautmann, Walter Schmiedinger, Herbert Schibukat.
Švédsko: Kurt Svanberg - Sven Bergqvist, Åke Andersson - Stig Andersson, Kurt Kjellström, Ragnar Johansson - Folke Jansson, Carl-Anders Lindqvist, Holger Nurmela - Bertil Lundell.

### O 3. místo
Švýcarsko –  Maďarsko 4:2 (2:0, 1:1, 1:1)
23. února 1941 – Ga-Pa

Branky a nahrávky Švýcarska: 7. Heini Lohrer, 8. Beat Rüedi (Heini Lohrer), 29. Hans Trauffer (Hans Cattini), 39. Heini Lohrer.

Branky Maďarska: 2:1 Sándor Ott, 43. Frigyes Hélmeczy. 

Rozhodčí: Vanberg (SWE), Franz Kreisel (GER).
Švýcarsko: Hugo Müller - Franz Geromini, Hans Trauffer, Christian Badrutt - Richard Torriani, Hans Cattini, Ferdinand Cattini - Beat Rüedi, Heini Lohrer, Charles Kessler.
Maďarsko: István Hircsák - Frigyes Helmeczy, Béla Gosztonyi - Béla Háray, Bobby Telea, Ferenc Szamosi - László Biró, Sándor Ott, József Bán.

## Soupisky

### Soupiska Německa
1.  Německo

Brankáři: Alfred Hoffmann, Josef Wurm.

Obránci: Gustav Jaenecke, Rudolf Tobien, Karl Wild.

Útočníci: Alois Kuhn, Walter Feistritzer, Friedrich Demmer, Oskar Nowak, Walter Schmiedinger, Rudolf Ball, Paul Trautmann, Herbert Schibukat.

### Soupiska Švédska
2.  Švédsko

Brankáři: Kurt Svanberg.

Obránci: Sven Bergqvist, Bertil Lundell, Ake Ericsson. 

Útočníci: Ragnar Johansson, Kurt Kjellström, Stig-Emanuel Andersson, Holger Nurmela, Folke Jansson, Ake Andersson, Carl-Anders Lindqvist.

### Soupiska Švýcarska
3.  Švýcarsko

Brankáři: Hugo Müller.

Obránci: Franz Geromini, Christian Badrutt, Hans Trauffer.

Útočníci: Richard Torriani, Hans Cattini, Ferdinand Cattini, Charles Kessler, Heini Lohrer, Beat Rüedi.

### Soupiska Maďarska
4.  Maďarsko

Brankáři: István Hircsák.

Obránci: Béla Gosztónyi, Frigyes Helméczy, Jenö Pálfalvi.

Útočníci: Béla Háray, Ferenc Szamósi, József Bán, László Bíró, Bobby Telea, Sándor Ott.

### Soupiska Rumunska
5.  Rumunsko

Brankáři: Dorion Dron. 

Obránci:  Robert Sadowski, Paul Anastasiu.

Útočníci: Radu Tanase, Alexandru Botez, Hans Dlugos, Vivi Petrescu, Mihai Flamarupol, Dede Cosman, Egon Munteanu, Alexandru Teodorescu.

### Soupiska Jugoslávie
6.  Jugoslávie 

Brankáři: Ivan Rihar.

Obránci: Ludovik Žitnik, Tone Pogačnik, Zvonko Stipečič.

Útočníci: Jože Gogala, Karol Pavletič, Otokar Gregorčić, Mirko Eržen, Ernest Aljančič, Viljem Morbacher.

### Soupiska Itálie
7.  Itálie

Brankáři: Augusto Gerosa.

Obránci: Tino de Mazzeri, Franco Rossi.

Útočníci: Aldo Federici, Dino Innocenti, Egidio Bruciamonti, Ignazio Dionisi, Ferdinando Giordani, Decio Trovati.

### Soupiska Slovenska
8.   Slovensko

Brankáři: Ján Petrovič, František Dibarbora

Obránci: Rudolf Tomášek, Karel Šmída, Štefan Demko.

Útočníci: Jan Olejník, František Javůrek, Teodor Reimann, Svätozár Trnovský, Martin Štolc, Viliam Chmel, Anton Luther.

### Soupiska Nizozemska
9.  Nizozemsko

Brankáři: Joost van Os.

Obránci: Schetters, Cees Marré.

Útočníci: Henk Lankhof, Martin Lammerts, Frans Vaal, Christian Jonkers, Wessels, Saljers.